# Mr Green
Mr Green Ltd. je společnost provozující online kasino. Sídlo společnosti je ve Sliemě na Maltě. Je součástí skupiny Mr Green & Co, která má sídlo ve Stockholmu ve Švédsku. Per Norman byl jmenován generálním ředitelem Mr Green & Co v únoru 2015. 

## Historie

### Založení
Online kasino Mr Green bylo založeno na konci roku 2007 a jeho činnost zahájena roku 2008 třemi švédskými podnikateli: Fredrik Sidfalk, Henrik Bergquist a Mikael Pawlo. Sidfalk a Bergquist už měli zkušenosti s online hazardem. V roce 2001 založili webové stránky Betsson společně s Andersem Holmgrenem.
Mr Green nabízí Green Gaming program.[ujasnit] Každý nový zákazník je po přihlášení dotázán, zda si přeje nastavit své limity pro risk, anebo zda si přeje hrát bez limitů .

### Jesper Kärrbrink
Jesper Kärrbrink byl jmenován generálním ředitelem Mr Green Ltd v květnu 2016, po pětiletém působení ve firmě Euroflorist. V letech 2004 a 2008 byl Kärrbrink generálním ředitelem ve firmě Svenska Spel. Jedná se o státem vlastněnou společnost působící na švédském trhu s hazardními hrami. V roce 2008 přešel do společnosti, kde převzal roli prezidenta a generálního ředitele. V roce 2011 byl jmenován generálním ředitelem ve firmě Euroflorist. Byl také výkonným místopředsedou Euroflorist AB a člen představenstva Euroflorist AB.

### Expanze do Itálie a Spojeného království
V roce 2015, Mr Green koupil italskou společnost Mybet Italia a italský regulační orgán pro hazard AAMS schválil převzetí všech operací Mybet Italia. Kromě své nové činnosti v Itálii byla kasinu Mr Green Ltd rovněž udělena licence pro provoz ve Spojeném království v červenci 2015.

## Regulační sankce
V roce 2019 udělila Britská komise pro hazardní hry (UK Gambling Commission) společnosti Mr Green pokutu ve výši tří milionů britských liber za nedostatečnou ochranu svých zákazníků před závislostí na hazardních hrách a za nedostatečná opatření, které by zabraňovala praní špinavých peněz.
V srpnu 2021 byla společnost Mr Green pokutována částkou 3,62 milionu dolarů švédským regulačním úřadem Swedish Gambling Authority (SGA) kvůli nedostatečným opatřením na ochranu zákazníků před nadměrným hraním a nedodržení pravidel proti praní špinavých peněz. Později však soud tuto pokutu rozhodnutím snížil.

## Sponzorství
V listopadu 2017 společnost Mr Green oznámila partnerství se skotským fotbalovým klubem Celtic, v jehož rámci se její sázková kancelář stala oficiálním kasinovým partnerem klubu. Dříve již společnost uzavřela podobné dohody s anglickým klubem Wigan Athletic a irským klubem Bohemian.
Ve stejném měsíci byla společnost Mr Green hlavním sponzorem finále Players Championship organizace Professional Darts Corporation (PDC), které se konalo na konci listopadu 2017.